# Lepidostoma castalianum
Lepidostoma castalianum är en nattsländeart som beskrevs av Weaver och Myers 1998. Lepidostoma castalianum ingår i släktet Lepidostoma och familjen kantrörsnattsländor. Inga underarter finns listade i Catalogue of Life.